# Constanze Weber
Constanze Weber (Zell im Wiesental, Reino de Württemberg, atual Alemanha, 5 de janeiro de 1762 — Salzburgo, Império Austríaco, atual Áustria, 6 de março de 1842), posteriormente Constanze Mozart, foi a esposa do compositor Wolfgang Amadeus Mozart.
Quando a família Weber conheceu Mozart por volta de 1777 ou 1778, passavam por sérias dificuldades financeiras. A princípio Mozart havia negado o fato de querer se casar com Constanze, mas assumiu mais tarde estar apaixonado por ela. O famoso compositor chegou até a escrever algumas peças para ela interpretar, uma vez que, vindo de uma família de músicos (donde se salientam as suas irmãs, Josepha e Aloysia Weber), Constanze apresentava uma boa extensão vocal e agilidade bem satisfatórias, apesar de ser a menos talentosa da família. Dentre as músicas que Mozart compôs para que Constanze cantasse, cita-se a ária da Kyrie da Grande Missa em Dó menor, KV 427, de 1782, quando os dois se casaram.
Os dois tiveram seis filhos, Raimund Leopold (1783), Carl Thomas (1784-1858), Johann Thomas Leopold (1786), Theresia Constanzia Adelheid Friederike Maria Anna (1787-1788), Anna Maria (1789) e Franz Xaver Wolfgang Mozart (1791-1844).
A morte de Constanze Weber se deu seis meses após erguerem uma estátua de Mozart em Salzburgo, diante da casa ocupada por ela. Morreu às 3h45 da madrugada, de parada respiratória, de acordo com o registro de óbitos da Catedral de Salzburgo.
Uma mulher independente e determinada, incomum para a época, sempre cuidou de sua imagem, não se sabe se inocente ou culpada das tantas acusações feitas pelos historiadores.

## Suposta fotografia

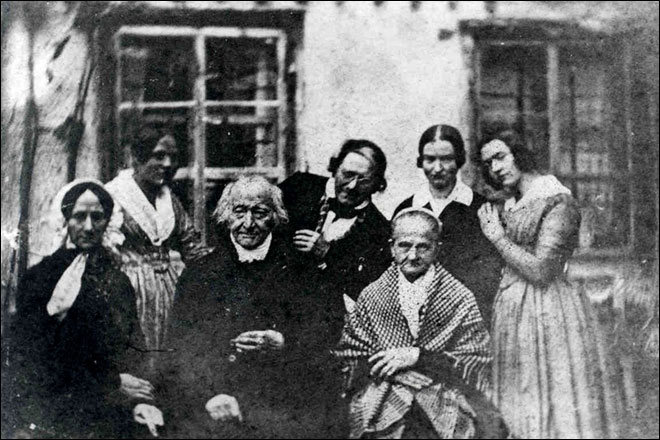
Daguerreótipo de 1840 onde supostamente estaria Constanze Mozart, vista à frente, no canto esquerdo, dois anos antes de sua morte. O compositor bávaro Max Keller está sentado na frente ao centro e à direita está sua mulher, Josefa. Da esquerda para a direita na parte de trás estão a cozinheira da família, Philip Lattner (cunhado de Keller), e as filhas Keller, Luise e Josefa. A imagem só chegou ao conhecimento acadêmico em 1958.

Alguns comentadores afirmam que uma imagem fotográfica sobreviventes de meados do século XIX inclui a Constanze Mozart aos 78 anos. A foto foi supostamente tirada em Altötting na Baviera em 1840. Nem todos os estudiosos de Mozart subscrever esta opinião, no entanto. Por exemplo, é alegado que a fotografia foi tirada com uma exposição de curta duração que, por razões técnicas, ainda não era possível em 1840. O autor Selby (1999) afirma que Constanze não poderia ter viajado para visitar Maximillian Keller durante o período em que a fotografia foi tirada pois nessa época ela teria sofrido de artrite.